# Višňové (Nové Mesto nad Váhom)
Višňové je naseljeno mjesto u okrugu Nové Mesto nad Váhom u  Trenčínskom kraju u Slovačkoj.

## Stanovništvo
| Godina:     | 1993. | 2003. | 2013.    | 2023.   |
| ----------- | ----- | ----- | -------- | ------- |
| Broj ljudi: | 200   | 194   | 171      | 162     |
| Razlika:    |       | -3 %  | -11,85 % | -5,26 % |

| Godina:     | 2022. | 2023.   |
| ----------- | ----- | ------- |
| Broj ljudi: | 168   | 162     |
| Razlika:    |       | -3,57 % |

Prema podacima o broju stanovnika iz 2023. godine naselje je imalo 162 stanovnika.

## Vanjske poveznice
|  | Zajednički poslužitelj ima još gradiva o temi Višňové (Nové Mesto nad Váhom) |

- Službena stranica naselja (sl.)